# Пепіно (Толедо)
Пепіно (ісп. Pepino) — муніципалітет в Іспанії, у складі автономної спільноти Кастилія-Ла-Манча, у провінції Толедо. Населення — 2429 осіб (2010).
Муніципалітет розташований на відстані близько 100 км на південний захід від Мадрида, 70 км на захід від Толедо.
На території муніципалітету розташовані такі населені пункти: (дані про населення за 2010 рік)
- Пепіно: 784 особи
- Ель-Гран-Чапарраль: 710 осіб
- Ель-Корнікабраль: 58 осіб
- Ель-Чапарраль: 73 особи
- Лос-Мансанос: 7 осіб
- Ель-Еспіносільйо: 797 осіб

## Демографія
Динаміка населення (INE ):

## Галерея зображень

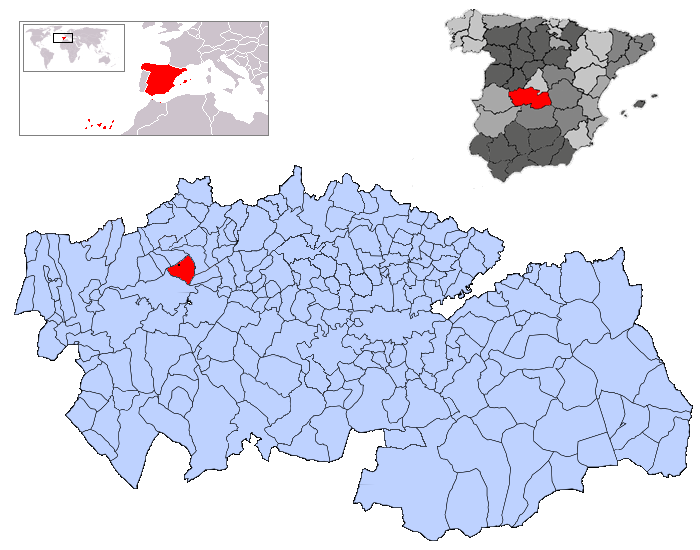
Розташування муніципалітету у провінції Толедо